# Ikeda (Osaka)
Ikeda (池田市, Ikeda-shi) és una ciutat i municipi de la prefectura d'Osaka, a la regió de Kansai, Japó. Ikeda és una ciutat dormitori que es troba a l'àrea metropolitana d'Osaka i Kobe, sent un punt important entre aquestes dues grans ciutats. Prop d'Ikeda, a Toyonaka, es troba l'Aeroport Internacional d'Osaka. La seu de la companyia automobilística Daihatsu es troba també a Ikeda.

## Geografia
El municipi d'Ikeda es troba al nord-oest de la prefectura d'Osaka i està adscrit pel govern prefectural a la regió de Toyono, en record al districte al qual pertanyia la població fins al 1939. El terme municipal d'Ikeda limita al sud amb Toyonaka, a l'est amb Minoo i a l'oest amb la prefectura de Hyogo.

## Història
Durant el període Tokugawa l'àrea on es troba l'actual municipi d'Ikeda fou la seu i capital d'un domini feudal liderat pel clan Ikeda. Fins a l'era Meiji, la zona va pertànyer a l'antiga província de Settsu. Des de 1889 fins a 1939 Ikeda va ser considerada com a vila i pertanyia al districte de Toyono, del qual va eixir quan el 29 d'abril de 1939 va ser declarada ciutat. El creixement de la ciutat en els seus orígens va estar fortament vinculat als ferrocarrils Hankyū. El 8 de juny de 2001 va tindre lloc a Ikeda la tràgica massacre escolar d'Osaka, quan un pertorbat anomenat Mamoru Takuma assassinà a 8 xiquets i ferí a altres 15.

## Transport

### Ferrocarril
- Ferrocarril Elèctric Hankyū
  - Estació d'Ikeda
  - Estació d'Ishibashi handai-mae

### Carretera
- Nacional 171
- Nacional 173
- Nacional 176
- Nacional 477
- Autopista de Chūgoku
- Autopista de Hanshin

## Agermanaments
- Launceston, Tasmània, Austràlia. 1965
- Suzhou, província de Jiangsu, RPX. (1981)
- Ikeda, Hokkaido, Japó.
- Ikeda, prefectura de Fukui, Japó.
- Tottori, prefectura de Tottori, Japó.